# Brianza

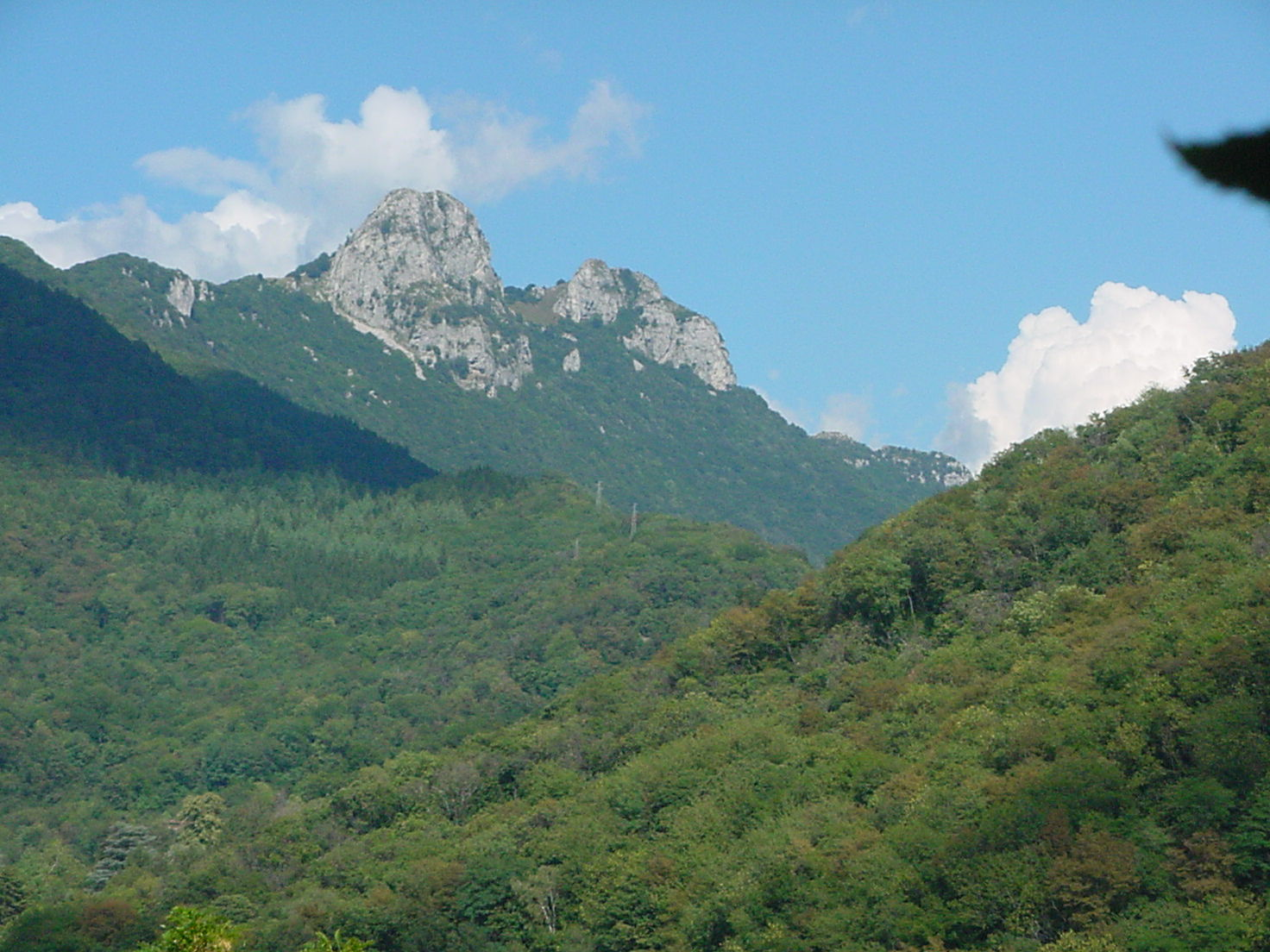
Die Corni di Canzo über dem Lago di Lecco

Die Brianza, im (brianzolischen) Dialekt des Italienischen Briansa, ist der historische Name für das Hügelland zwischen Comer See im Norden und Mailand im Süden, dessen geographischen Grenzen umstritten sind und sich im Lauf der Jahrhunderte immer wieder leicht verschoben haben. Sie umfasst die 2004 gegründete italienische Provinz Monza und Brianza, den südlichen Teil der Provinz Lecco und den südöstlichen Teil der Provinz Como.

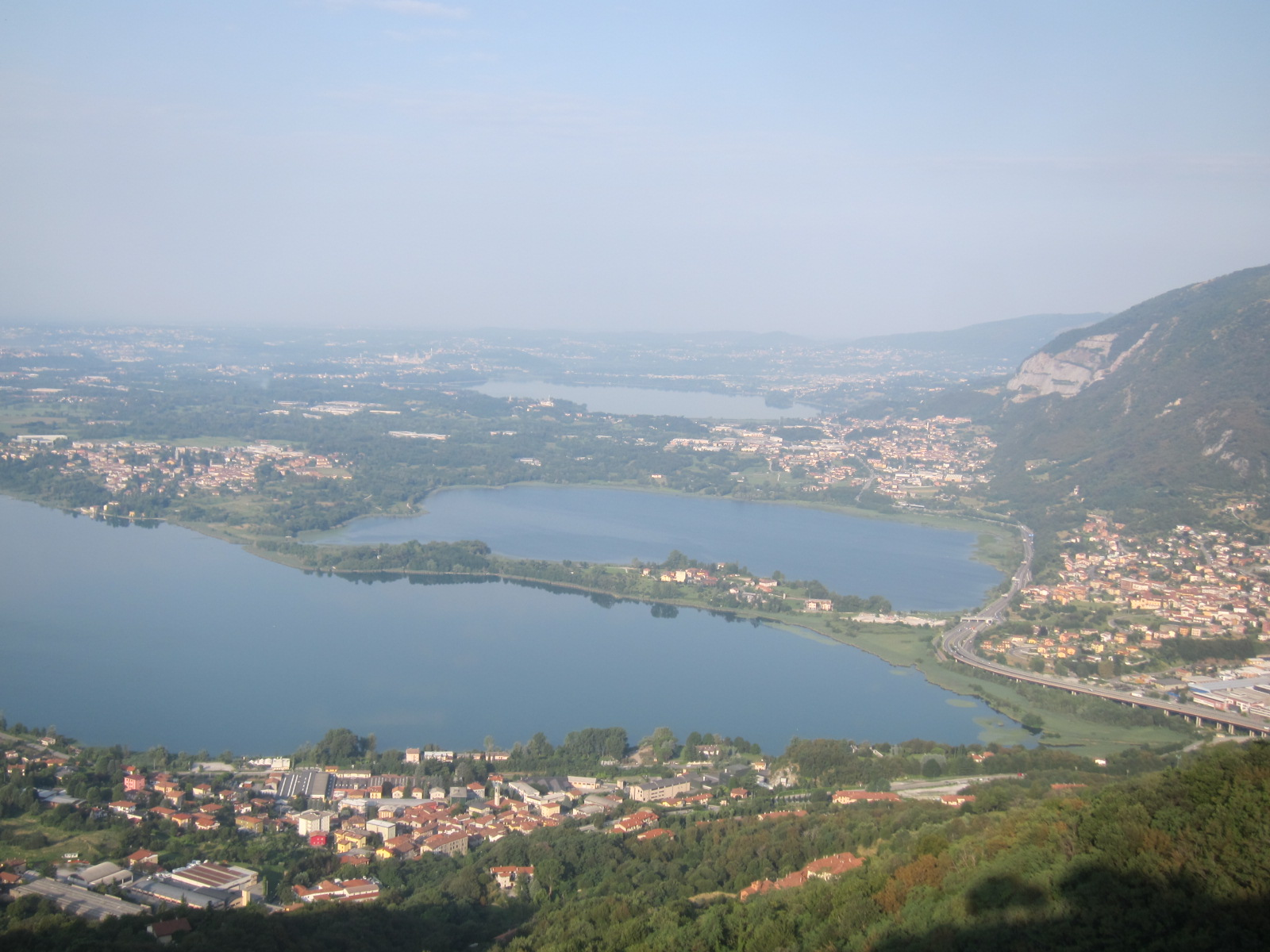
Seen der Brianza: Lago di Annone, zweigeteilt durch die Halbinsel "Isella", dahinter der Lago di Pusiano, im Vordergrund der Ort Sala al Barro, gesehen vom Monte Barro

## Name
Der Name leitet sich etymologisch vom keltischen Wort brig (Hügel) her, das noch heute in der Form bricch in vielen italienischen Dialekten erhalten ist.

## Geografie und Geologie

Lage der Region

Die Brianza hat eine Oberfläche von ca. 880 km², 1200000 Einwohner (2006) und eine Bevölkerungsdichte von 1365 Ew/km².
In groben Zügen lässt sich die Brianza umreißen vom Canale Villoresi bei Monza  im Süden, den Voralpen im Dreieck des Comer Sees, wo der Lambro entspringt, im Norden, dem Seveso im Westen und der Adda im Osten. Die ursprünglich ausschließlich, heute noch größtenteils bäuerlich geprägte Kulturlandschaft hat ein starkes Identitätsgefühl der Brianzoli hervorgebracht.
Das postglaziale Hügelland  wurde von den Gletschern des Veltlin und Tessin geformt und besteht aus Kalk, eine Landschaft reich an Findlingen aus Granit, Diorit, Schiefern, die von Ortler, Bernina und Bergell kommen und oftmals zum Hausbau verwendet wurden.  Daran schließt sich südlich eine gegen den Po absinkende Schwemmebene (Poebene aus Konglomeraten, Sand- und Schotterböden), im Gegensatz zum Lehmboden der eigentlichen Poebene. Die Brianza ist reich an Quellen, die vom Grundwasser gespeist werden, das einige bis mehrere Dutzend Meter unter den glazialen Schottern langsam talwärts fließt  und etwa auf der Höhe von Monza zutagetritt. Die Zersiedlung und die übermäßige Wasserentnahme für die Landwirtschaft haben den Grundwasserspiegel zum Teil erheblich absinken lassen, um bis zu 100 m.
In der nördlichen Brianza sind die Hügel zum Teil wahre Berge:  der Monte Barro, 950 m, dessen Name von seiner Lage als Barriere zwischen dem Lago di Lecco und den flacheren Hügeln im Süden herrührt; die Corni di Canzo, 1371 m, drei auffallende Felshörner westlich des Lago di Lecco; der Monte San Primo, 1686 m, höchster Berg im Zwickel zwischen den Seearmen Lago di Como und Lago di Lecco.

## Gewässer

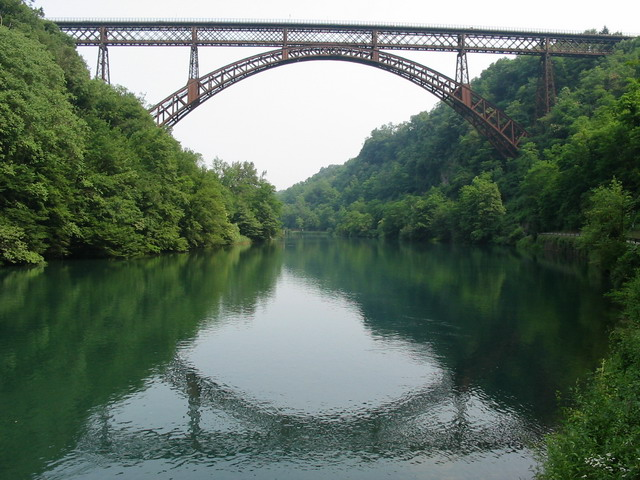
Die Straßen- und Bahnbrücke bei Paderno d’Adda, erbaut 1887–1889

Die Quellhorizonte, insbesondere in den Kalkhügeln  der Regionalparks Parco regionale di Montevecchia e della Valle del Curone, produzieren extrem hartes Wasser, an vielen Quellen ist Travertinbildung zu beobachten.
Die Adda ist der größte Fluss der Brianza und markiert ihren östlichen Rand. Er kommt aus dem Veltlin und ist mit insgesamt 313 km der viertlängste Fluss Italiens. Nachdem er bei Lecco den Comer See nach Süden verlassen hat, durchfließt er den Lago di Garlate (4,6 km²), den Lago di Olginate (0,77 km²) und gräbt sich anschließend in eine Konglomeratschlucht ein, bis er bei Trezzo sull’Adda in die Poebene tritt und nach vielen Mäandern in den Po mündet.
Bei Paderno d’Adda steht eine von nur drei Brücken über den schwierig zu überquerenden Fluss (neben denen von Olginate und Brivio). Sie ist ein frühes Beispiel einer bedeutenden Ingenieurleistung in Oberitalien. Die Brücke, der Ponte di Paderno, auch Ponte San Michele,  ist 266 m lang und überspannt in 85 m Höhe das Tal. Sie ist zweigeschossig und dient der Eisenbahnlinie Seregno-Bergamo, darüber liegt die Fahrbahn für leichten Autoverkehr. Erbaut wurde sie 1887–1889 vom Schweizer Jules Röthlisberger  (1851–1911).
Wenige Kilometer nördlich, bei Imbersago, überquert die Adda eine noch immer funktionierende Fähre für Autos und Fußgänger, die auf ein Projekt von Leonardo da Vinci zurückgeht.
Alle weiteren Bäche und Flüsse, von denen der Lambro der größte ist, fließen ungefähr parallel zur Adda von Norden nach Süden und münden entweder direkt in den Po oder einen seiner Nebenflüsse wie die Muzza. Ganz im Westen der Brianza fließt der Seveso, der durch die Dioxinkatastrophe 1976 im gleichnamigen Ort in Mitleidenschaft gezogen wurde, sauberes Wasser hingegen hat der zwischen Lambro und Adda fließende kleine Molgora (betont: Mòlgora), der eine Besonderheit aufweist: zweimal unterquert er künstliche Wasserstraßen, den Canale Villoresi bei Pessano und den Naviglio della Martesana bei Gorgonzola.
Die Brianza gehört zur Seenregion Italiens. Zwar berührt sie nur die beiden südlichen Arme des Comer Sees, aber in der einstigen Moränenlandschaft hat sich eine große Anzahl meist flacher Seen gebildet: Der größte ist westlich von Lecco der Lago di Annone (5,71 km², 11 m tief), von der Halbinsel Isella in zwei fast völlig getrennte Seebecken geteilt, noch weiter im Westen der vom Lambro gespeiste Lago di Pusiano oder Eupilio (ca. 5 km², Tiefe 24 m). Beide Seen waren äußerst fischreich, aber mit der Einleitung ungeklärter Abwässer der Metallindustrie von Valmadrera, Civate und Cesana Brianza ab den 1960er Jahren starben die Fische, und den Fischern der Dörfer an den Seeufern wurde die Existenzgrundlage entzogen.
Der Lago di Alserio (1,2 km²) befindet sich westlich des Lago di Pusiano in der Provinz Como, der Lago del Segrino (0,35 km²), nördlich des Pago di Pusiano, ist bekannt für sein smaragdgrünes Wasser und wurde von Schriftsteller und Dichtern wie Giuseppe Parini beschrieben.  Bis ins Mittelalter existierte der postglaziale Lago del Cariggi, ca. 5 km² groß, von dem nur noch eine Schwemmebene zwischen den Orten Renate und Besana in Brianza mit der Flora eines Feuchtbiotops übriggeblieben ist.

## Klima

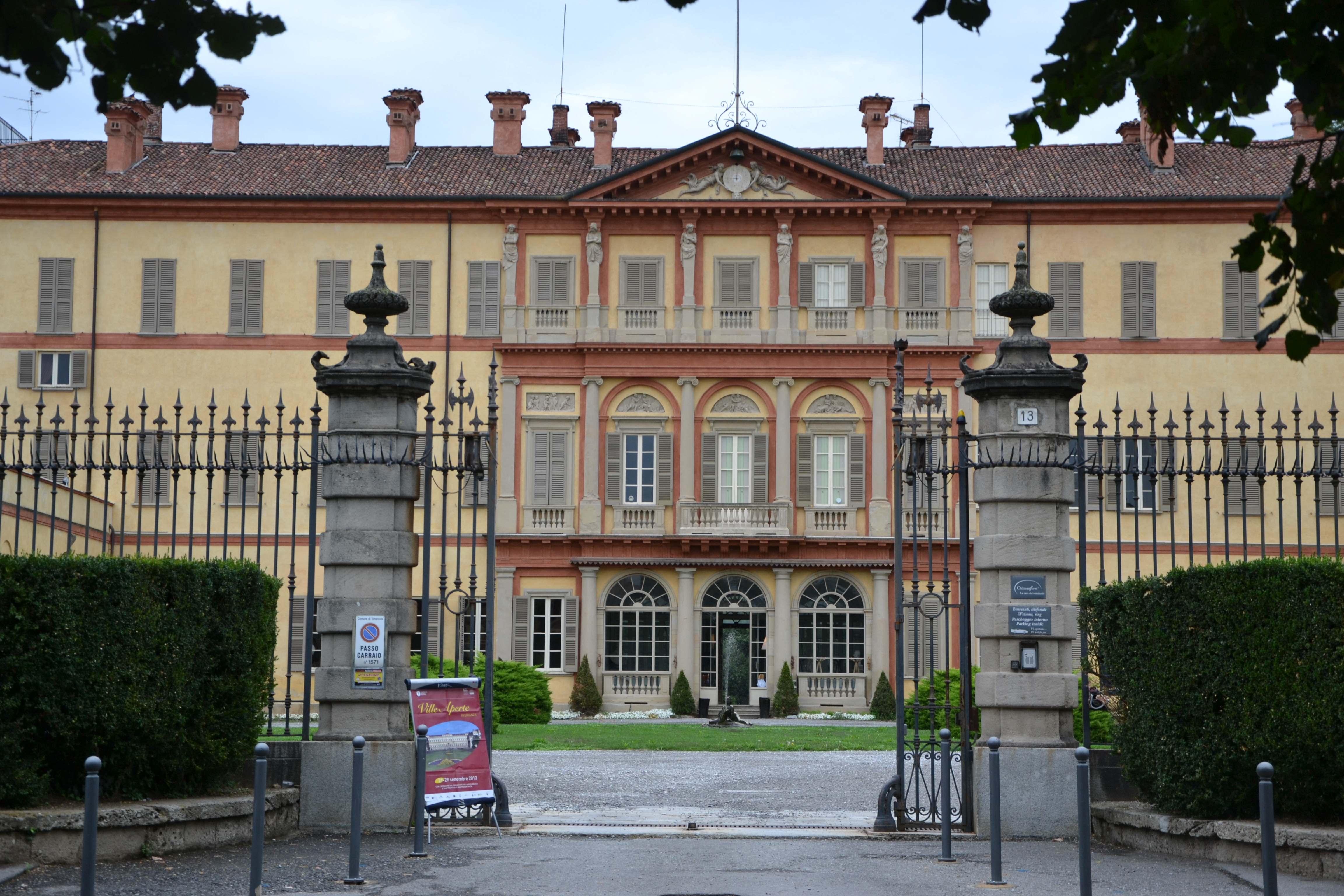
Villa Gallarati Scotti in Oreno, Beispiel für die Villen in der Brianza

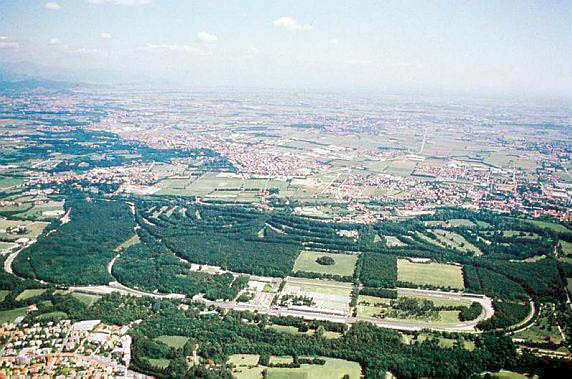
Die Brianza ist stark urbanisiert. Blick nach Westen: Im Vordergrund der Parco di Monza mit dem Autodromo.

Wegen der Vielfalt der Landschaft sind auch die klimatischen Bedingungen unterschiedlich. Im nördlichen Hügelland herrscht ein gemäßigtes, eher kontinentales Klima; auffällig ist, dass bei einem relativ geringen Höhenunterschied von 100 bis 200 Metern der Norden der Brianza strahlenden Sonnenschein und klare Luft (mit Fernsicht bis zum Appennin im Süden und zum Monterosa im Westen) zeigt, während der Süden unter einer trüben Nebel- bzw. Wolkenschicht (Obergrenze 150–200 m ü.N.N.) liegt. Dementsprechend können im Norden die Wintertemperaturen bis zu −10 °C fallen, während der Süden Temperaturen zwischen −2° und +2° hat. Im Sommer kann die Temperatur in Hitzeperioden 40 °C in den Städten erreichen; nördlich von Monza und im Hügelland sind die Sommertemperaturen meist um 2–4 °C niedriger.
Im flachen Teil, der südlichen Brianza, ist das Klima mitbestimmt durch die hohe Besiedlungsdichte der Agglomerationen um Desio, Lissone, Seregno, Seveso und Meda und durch die starken Schadstoffemissionen von Verkehr und Industrie. Im Sommer liegt oft, wie über Mailand, eine Hitzeglocke über der Landschaft, in den feuchten Wintern herrscht oft Nebel, dessen Häufigkeit durch die Reduktion von Kohle- und Ölheizungen zwischen 1980 und 2010 nachgelassen hat. Die Niederschläge fallen meist im Herbst, im Winter nur selten als Schnee.
Das gegenüber Mailand und Monza angenehmere Klima hat die Brianza seit dem 16. Jahrhundert zur bevorzugten, schnell erreichbaren Sommerfrische des lombardischen Adels gemacht, weswegen in Merate, Vimercate, Oreno, Velate Brianza, Arcore und Lesmo Villen entstanden, die überwiegend nur im Sommer bewohnt wurden.

## Kulturlandschaft
Seit der Antike wurden die Hügelhänge terrassiert und der Landwirtschaft nutzbar gemacht. Bis zum Ausbau des Verkehrswesens im 19. Jahrhundert wurde auf den Südhängen viel Wein angebaut, der wegen des Bodens von minderer Qualität war, dann importierte man den Wein vom Oltrepo Pavese und wechselte auf den Terrassen zum Kräuteranbau (Rosmarin, Salbei u. a.).
Im 19. Jahrhundert war als Grundlage der Seidenindustrie die Brianza von zehntausenden Maulbeerbäumen übersät, davon sind heute nur noch wenige einzelne Exemplare erhalten. Die Landwirtschaft verlegte sich überwiegend auf den Maisanbau, der durch zwei Faktoren immer stärker reduziert wird: die Parzellierung und Urbanisation, weil immer mehr Bewohner Mailands in die nördlichen Vororte ziehen, und die Industriebauten.

## Naturparks
Der Parco regionale di Montevecchia e della Valle del Curone ist eine alte Kultur- und Naturlandschaft. Im Parco del Curone sollten Öl-Probebohrungen unternommen werden, aber Naturschützer legten sich erfolgreich quer.